# Chascanopsetta kenyaensis
Chascanopsetta kenyaensis is een straalvinnige vissensoort uit de familie van botachtigen (Bothidae). De wetenschappelijke naam van de soort is voor het eerst geldig gepubliceerd in 1998 door Hensley & Smale.